# La Rochelle
La Rochelle là tỉnh lỵ của tỉnh Aunis trước đây và tỉnh Charente-Maritime hiện nay, thuộc vùng Nouvelle-Aquitaine của nước Pháp, có dân số là 80.014 người (thời điểm 2012).

## Khí hậu
| Dữ liệu khí hậu của La Rochelle          | Dữ liệu khí hậu của La Rochelle | Dữ liệu khí hậu của La Rochelle | Dữ liệu khí hậu của La Rochelle | Dữ liệu khí hậu của La Rochelle | Dữ liệu khí hậu của La Rochelle | Dữ liệu khí hậu của La Rochelle | Dữ liệu khí hậu của La Rochelle | Dữ liệu khí hậu của La Rochelle | Dữ liệu khí hậu của La Rochelle | Dữ liệu khí hậu của La Rochelle | Dữ liệu khí hậu của La Rochelle | Dữ liệu khí hậu của La Rochelle | Dữ liệu khí hậu của La Rochelle |
| Tháng                                    | 1                               | 2                               | 3                               | 4                               | 5                               | 6                               | 7                               | 8                               | 9                               | 10                              | 11                              | 12                              | Năm                             |
| ---------------------------------------- | ------------------------------- | ------------------------------- | ------------------------------- | ------------------------------- | ------------------------------- | ------------------------------- | ------------------------------- | ------------------------------- | ------------------------------- | ------------------------------- | ------------------------------- | ------------------------------- | ------------------------------- |
| Cao kỉ lục °C (°F)                       | 16.3 (61.3)                     | 21.2 (70.2)                     | 25.0 (77.0)                     | 29.1 (84.4)                     | 33.6 (92.5)                     | 40.5 (104.9)                    | 39.0 (102.2)                    | 38.2 (100.8)                    | 34.6 (94.3)                     | 30.1 (86.2)                     | 22.2 (72.0)                     | 18.7 (65.7)                     | 40.5 (104.9)                    |
| Trung bình ngày tối đa °C (°F)           | 9.1 (48.4)                      | 10.2 (50.4)                     | 13.0 (55.4)                     | 15.5 (59.9)                     | 19.1 (66.4)                     | 22.3 (72.1)                     | 24.4 (75.9)                     | 24.5 (76.1)                     | 22.1 (71.8)                     | 18.1 (64.6)                     | 13.0 (55.4)                     | 9.7 (49.5)                      | 16.8 (62.2)                     |
| Trung bình ngày °C (°F)                  | 6.6 (43.9)                      | 7.1 (44.8)                      | 9.6 (49.3)                      | 11.8 (53.2)                     | 15.4 (59.7)                     | 18.5 (65.3)                     | 20.5 (68.9)                     | 20.5 (68.9)                     | 18.1 (64.6)                     | 14.7 (58.5)                     | 10.0 (50.0)                     | 7.1 (44.8)                      | 13.4 (56.1)                     |
| Tối thiểu trung bình ngày °C (°F)        | 4.0 (39.2)                      | 4.1 (39.4)                      | 6.3 (43.3)                      | 8.1 (46.6)                      | 11.7 (53.1)                     | 14.6 (58.3)                     | 16.7 (62.1)                     | 16.5 (61.7)                     | 14.0 (57.2)                     | 11.3 (52.3)                     | 7.1 (44.8)                      | 4.5 (40.1)                      | 9.9 (49.8)                      |
| Thấp kỉ lục °C (°F)                      | −11.5 (11.3)                    | −13.6 (7.5)                     | −6.6 (20.1)                     | −1.2 (29.8)                     | 1.9 (35.4)                      | 4.9 (40.8)                      | 8.1 (46.6)                      | 8.8 (47.8)                      | 5.4 (41.7)                      | −0.4 (31.3)                     | −5.4 (22.3)                     | −9.5 (14.9)                     | −13.6 (7.5)                     |
| Lượng Giáng thủy trung bình mm (inches)  | 74.0 (2.91)                     | 56.8 (2.24)                     | 53.9 (2.12)                     | 64.9 (2.56)                     | 55.8 (2.20)                     | 39.1 (1.54)                     | 43.9 (1.73)                     | 45.0 (1.77)                     | 60.3 (2.37)                     | 91.9 (3.62)                     | 93.5 (3.68)                     | 87.9 (3.46)                     | 767.0 (30.20)                   |
| Số ngày giáng thủy trung bình (≥ 1.0 mm) | 11.9                            | 9.1                             | 9.7                             | 10.3                            | 9.3                             | 6.7                             | 6.6                             | 6.3                             | 7.4                             | 11.9                            | 12.4                            | 12.5                            | 114.1                           |
| Số ngày tuyết rơi trung bình             | 1.0                             | 0.9                             | 0.5                             | 0.2                             | 0.0                             | 0.0                             | 0.0                             | 0.0                             | 0.0                             | 0.0                             | 0.2                             | 0.9                             | 3.7                             |
| Độ ẩm tương đối trung bình (%)           | 87                              | 84                              | 80                              | 78                              | 79                              | 77                              | 76                              | 77                              | 79                              | 83                              | 86                              | 88                              | 81.2                            |
| Số giờ nắng trung bình tháng             | 84.3                            | 114.6                           | 165.8                           | 196.8                           | 231.3                           | 261.2                           | 271.0                           | 259.6                           | 212.1                           | 140.5                           | 92.3                            | 76.3                            | 2.105,5                         |
| Nguồn 1: Meteo France                    |                                 |                                 |                                 |                                 |                                 |                                 |                                 |                                 |                                 |                                 |                                 |                                 |                                 |
| Nguồn 2: Infoclimat.fr                   |                                 |                                 |                                 |                                 |                                 |                                 |                                 |                                 |                                 |                                 |                                 |                                 |                                 |

## Những người con của thành phố
- François de Beauharnais, tướng lĩnh quân đội
- Jean Nicolas Billaud-Varenne, nhà cách mạng, người khởi xướng chính của Vụ tàn sát tháng Chín (September Massacres)
- Aimé Bonpland, nhà nghiên cứu tự nhiên
- William Adolphe Bouguereau, họa sĩ
- Jean-Loup Jacques Marie Chrétien, phi hành gia vũ trụ, phi công lái máy bay thử nghiệm
- Victor Guy Duperré, đô đốc hải quân
- René Antoine Ferchault de Réaumur, nhà khoa học
- Eugène Fromentin, nhà văn, nhà phê bình nghệ thuật và họa sĩ
- Louis Rattuit de Souches, tướng lĩnh quân đội